# Beryl Mercer
Beryl Mercer (Siviglia, 13 agosto 1882 – Santa Monica, 28 luglio 1939) è stata un'attrice britannica naturalizzata statunitense. Era una caratterista piuttosto nota per aver interpretato, in molti film, tipici ruoli di figure materne.

## Biografia
Nata a Siviglia da genitori britannici, sin da bambina ebbe esperienze di recitazione a Londra e si trasferì negli Stati Uniti nel 1916, all'età di 34 anni. Dopo una decina d'anni di lavoro a Broadway, nel 1929 si spostò a Hollywood. I ruoli che interpretava, quando non si trattava della madre del protagonista, erano in genere cuoche, domestiche e figure analoghe, anche se si contano alcune eccezioni, come la medium in Il mastino di Baskerville (1939). Ne La piccola principessa (1939) e ne La sposa di Boston (1939) impersonò la regina Vittoria che ricordava anche fisicamente.

## Vita privata
Si sposò una prima volta con Maitland Stewart Sabine Pasley. Dopo il divorzio da Pasley, sposò in seconde nozze l'attore Holmes Herbert; da entrambi ebbe un figlio.
Morì nel 1939 per un'infezione a seguito di un intervento chirurgico. Venne sepolta al Forest Lawn Memorial Park di Glendale.

## Filmografia

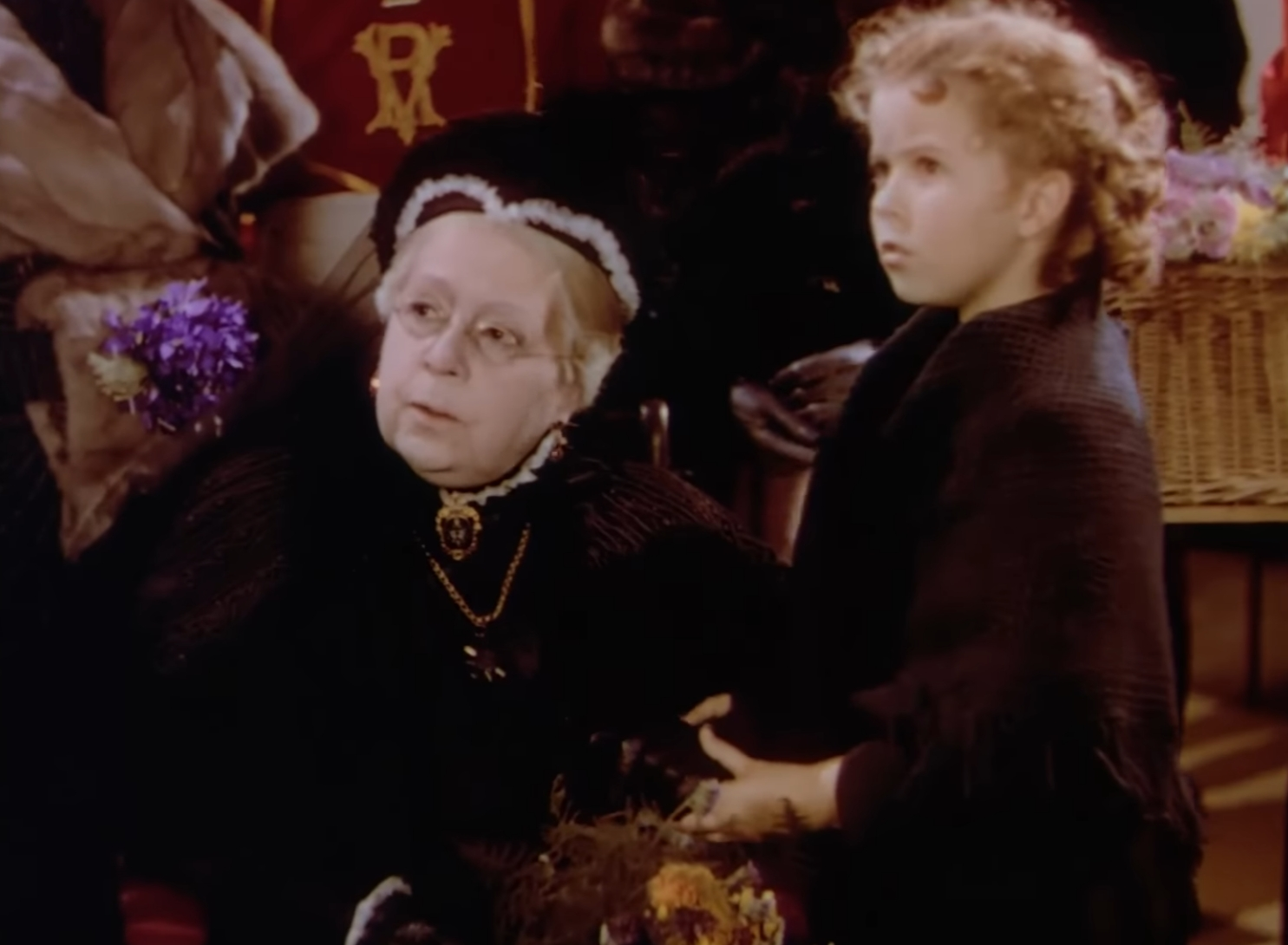
Beryl Mercer (a sinistra) con Shirley Temple nel film La piccola principessa (1939)

La filmografia è parziale. Quando manca il nome del regista, questo non viene riportato nei titoli
- The Final Curtain (1916)
- Broken Chains, regia di Allen Holubar (1922)
- The Christian, regia di Maurice Tourneur (1923)
- We Americans, regia di Edward Sloman (1928)
- Mother's Boy, regia di Bradley Barker (1929)
- Three Live Ghosts, regia di Thornton Freeland (1929)
- Seven Days' Leave, regia di Richard Wallace (1930)
- All'ovest niente di nuovo (All Quiet on the Western Front), regia di Lewis Milestone (1930)
- Dumbbells in Ermine, regia di John G. Adolfi (1930)
- Addio Madrid (In Gay Madrid), regia di Robert Z. Leonard (1930)
- Tu che mi accusi (Common Clay), regia di Victor Fleming (1930)
- The Matrimonial Bed, regia di Michael Curtiz (1930)
- An Intimate Dinner in Celebration of Warner Bros. Silver Jubilee, regia di John G. Adolfi (1930)
- Outward Bound, regia di Robert Milton (1930)
- La modella (Inspiration), regia di Clarence Brown (1931)
- Ripudiata (East Lynne), regia di Frank Lloyd (1931)
- Nemico pubblico (The Public Enemy), regia di William A. Wellman (1931)
- The Sky Spider, regia di Richard Thorpe (1931)
- The Man in Possession, regia di Sam Wood (1931)
- La donna del miracolo (The Miracle Woman), regia di Frank Capra (1931)
- La casetta sulla spiaggia (Merely Mary Ann), regia di Henry King (1931)
- Are These Our Children, regia di Wesley Ruggles (1931)
- Forgotten Women, regia di Richard Thorpe (1931)
- Lovers Courageous, regia di Frederick Lonsdale (1932)
- La lotteria del diavolo (Devil's Lottery), regia di Sam Taylor (1932)
- Lena Rivers, regia di Phil Rosen (1932)
- Young America, regia di Frank Borzage (1932)
- Unholy Love, regia di Albert Ray (1932)
- Non c'è amore più grande (No Greater Love), regia di Lewis Seiler (1932)
- Midnight Morals, regia di E. Mason Hopper (1932)
- Catene (Smilin' Through), regia di Sidney Franklin (1932)
- Ancora sei ore di vita (6 Hours to Live), regia di William Dieterle (1932)
- Cavalcata (Cavalcade), regia di Frank Lloyd (1933)
- Her Splendid Folly, regia di William A. O'Connor (1933)
- Supernatural, regia di Victor Halperin (1933)
- Blind Adventure, regia di Ernest B. Schoedsack (1933)
- La strana realtà di Peter Standish (Berkeley Square), regia di Frank Lloyd  (1933)
- Sogni infranti (Broken Dreams), regia di Robert G. Vignola (1933)
- Primo amore (Change of Heart), regia di John G. Blystone (1933)
- Jane Eyre - L'angelo dell'amore (Jane Eyre), regia di Christy Cabanne (1934)
- La ragazza più ricca del mondo (The Richest Girl in the World), regia di William A. Seiter (1934)
- Amore tzigano (The Little Minister), regia di Richard Wallace (1934)
- Il figlio conteso (Age of Indiscretion), regia di Edward Ludwig (1935)
- Forbidden Heaven, regia di Reginald Barker (1935)
- Hitch Hike Lady, regia di Aubrey Scotto (1935)
- Al di là delle tenebre (Magnificent Obsession), regia di John M. Stahl (1935)
- Three Live Ghosts, regia di H. Bruce Humberstone (1936)
- My Marriage, regia di George Archainbaud (1936)
- Call It a Day, regia di Archie Mayo (1937)
- Notturno tragico (Night Must Fall), regia di Richard Thorpe (1937)
- La piccola principessa (The Little Princess), regia di Walter Lang (1939)
- Il mastino di Baskerville (The Hound of the Baskervilles), regia di Sidney Lanfield (1939)
- La sposa di Boston (The Story of Alexander Graham Bell), regia di Irving Cummings (1939)
- A Woman Is the Judge, regia di Nick Grinde (1939)